# کاروانسرای صفی قلی
کاروانسرای صفی قلی مربوط به دوره صفوی، در مرکز شهر جویم واقع شده است. این اثر در تاریخ ۳۰ خرداد ۱۳۷۷ با شمارهٔ ثبت ۲۰۳۶ به‌عنوان یکی از آثار ملی ایران به ثبت رسیده است.
این کاروان سرا، در سال ۱۰۹۳ قمری هم‌زمان با سلطنت شاه سلیمان صفوی، به دست یکی از بزرگان جویم به نام حاج صفی قلی بنا گردیده و مجموعاً محوطه وسیعی را در بر می‌گیرد.
کتیبه سردرب ورودی، متشکل از سیزده بیت شعر، هنوز موجود و استوار است. متأسفانه قسمت‌هایی از این کاروان سرا و پیرامون آن در دوره‌های پهلوی اول و دوم به دست مالکین و خوانین وقت مورد دخل و تصرف قرار گرفته است. لازم است در اسرع وقت، نسبت به احیا و مرمت این میراث کم‌نظیر فرهنگی اقدام شود.

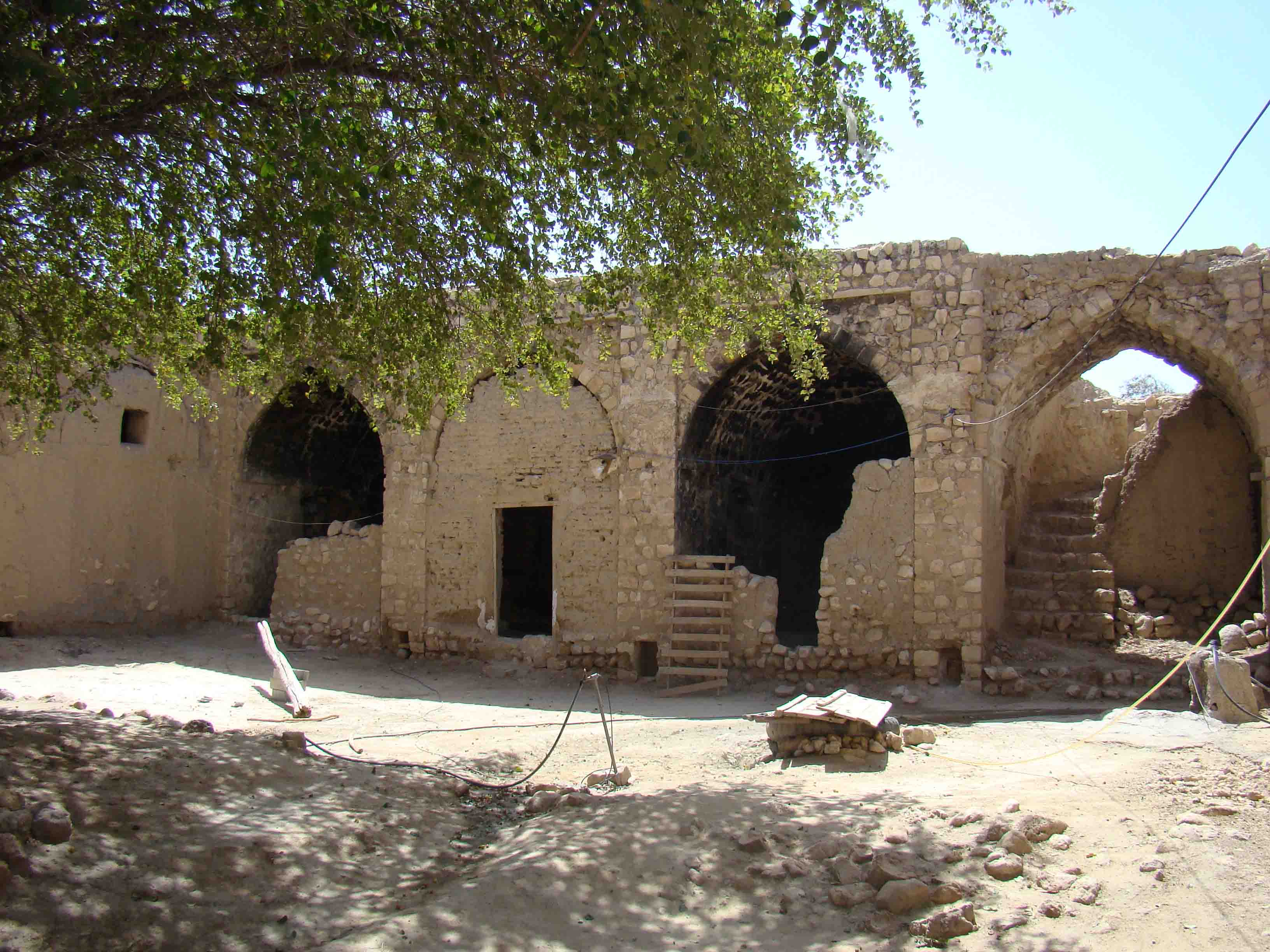
کاروانسرای صفی قلی - نمای داخلی

اشعاری که بر کتیبه سردرب ورودی کاروان سرا حکاکی شده، گوشه ای از مسائل را برای ما روشن می‌سازد. این اشعار بیشترین اشعار محکوکه است که در جویم دیده شده است. صفی در این اشعار، ضمن ستایش و ثنای حضرت ایزد تعالی، خود را غلام شاه لافتی علی مرتضی (ع) می‌خواند. وی اذعان می‌دارد که در ساخت کاروان سرا دراهم و جواهرات فراوان بخشیده است.
درم ریخت چون شاخ گل در بهار/ که تا شد مکمل به وضعی که خواست
بانی، چون به این موضوع می‌اندیشیده که در آینده و بعد از وفاتش احتمال دارد که حکّام و ارباب جور کاروان سرا را تصرف نموده و به محل استقرار و سکنای لوازم حکومتی مبدّل سازند، لذا صراحتاً از این گونه تصرفات غیرشرعی که در آن دوره اتفاق می‌افتاده، منع نموده، صرفاً جهت آسایش و استراحت رهگذران و مسافران و نیازمندان وقف نموده است.
غرض زین عمارت نبودش ریا / جز آسایش خلق خیری مخواست
بشرطی که حکام والامقام / کنند اندرو گر اقامت خطاست
چو دیگر کسان بر سبیل جواز/ کنند ار توقف در آن جا بجاست
آرامش و خنکی و راحتی و ثمانت از مختصات برجسته این بناست، چنان‌که پس از سه قرن و با وجودی که در این سال‌های طولانی مرمت و بازسازی نشده، همچنان استحکام و استواری خود را حفظ کرده و هنوز نیز بدون نیاز به وسایل خنک‌کننده امروزی، قابل استفاده در ماه‌های گرم تابستان است.
بود ذات او مصدر فیض و جود / بنایی که خیرش به هر سو بپاست
بتأسیس این روح پرور بنا / که مانند خلد برین جان فزاست

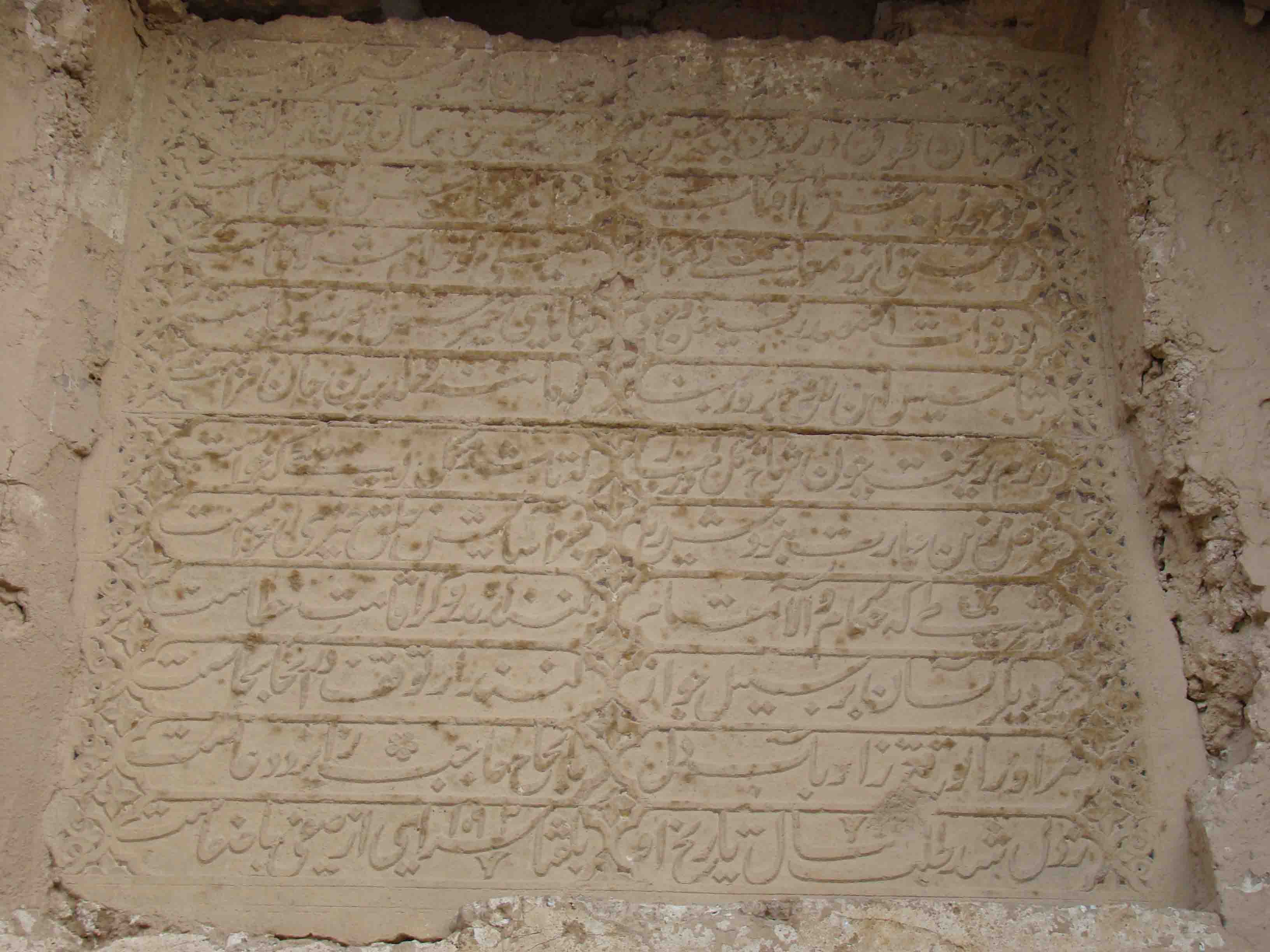
کتیبه سر درب کاروانسرای صفی قلی جویمی

متن کامل اشعار کتیبه سر درب ورودی، کاروان سرای صفی چنین است:
به عهد شهنشاه شاه جهان / سلیمان که مهر سپهر خداست
شهان طوق در گردن بند پیش / کنونش جهان چون ابرمرد لافتاست
بود جهجه از تابش آفتاب / ز آفاق‌ها سروش خش توست
ز توفیق ایزد معالی مکان / صفی کو غلام شه لافتاست
بود ذات او مصدر فیض و جود / بنایی که خیرش بهر سو بپاست
به تأسیس این روح پرور بنا / که مانند خلد برین جان فزاست
درم ریخت چون شاخ گل در بهار / که تا شد مکمل به وضعی که خواست
غرض زین عمارت نبودش ریا / جز آسایش خلق خیری مخواست
بشرطی که حکام والامقام / کنند اندرو گر اقامت خطاست
مر او را تو رقع ز ارباب دل / به الحاح حاجب ز ایزد دعاست
ز دل شد طلب سال تاریخ او / بگفتای (۱۰۹۳) سرای از صفی باصفاست
کاروان سرای صفی قلی، در مرکز شهر جویم و در مجاورت برکه میانده واقع شده است.
این کاروان سرا ۸۹۶ متر مربع مساحت و ۶۳۰ متر مربع زیر بنا دارد. در چهار سوی آن تعداد ۲۰ حجره (اتاق) دیده می‌شود. بسیاری از این حجره‌ها به شومینه‌های (بخاری چوب سور) زیبا زینت یافته‌اند. در بخش جنوبی آن اصطبلی برای نگهداری حیوانات مسافربر و بارکش مانند شتر و اسب و قاطر و الاغ قرار گرفته است که ۲۸ متر طول دارد.